# Юнгр, Барб
Барб Юнгр (род. 9 мая 1954, Рочдейл, Большой Манчестер) — британская певица, автор песен и театральный сценарист. Записывает кавер-версии песен Боба Дилана, Стинга, Элвиса Пресли, Брюса Спрингстина и Леонарда Коэна.

## Карьера
Барб Юнгр родилась в Рочдейле (Ланкашир, Англия) у родителей-иммигрантов. Её отец, Мирослав Юнгр, был чешским ученым, а мать, Ингрид — немецкой медсестрой. Старшая из трех братьев и сестер, выросла в городе Стокпорт, графство Чешир, где посещала школу для девочек при монастыре, а затем получила высшее образование в Лидсском университете. Мирослав Юнгр приехал в Великобританию после Второй мировой войны в качестве беженца после заключения в немецких трудовых лагерях.
Приехав в Лондон в середине 1970-х годов, Юнгр работала с драматургом Пэмом Гемсом и композитором Полом Сэндом, выступая в качестве певицы на Эдинбургском фестивале в постановке пьесы Гема «Дохлая рыба, или Дуся, Рыба, Стас и Ви» (англ. Dead Fish a.k.a. Dusa, Fish, Stas And Vi). Первым синглом стала песня «He’s Gone» (The Stroke), выпущенная CBS, став синглом недели в New Musical Express и была написана и записана вместе с мужем Дэном Боулингом.
Вместе с Майклом Паркером и Джерри Кригером она создала группу Three Courgettes, которая исполняла версии госпел-песен в стиле новой волны на Кингс-роуд и рынке Портобелло в конце 1970-х годов. Группа была замечена Island Records, и в дальнейшем гастролировала с Kid Creole and the Coconuts, Sade, Мэри Уилсон и the Jets. Three Courgettes записали рождественскую песню для альбома Майкла Зилха «A Christmas Record».
Совместно с блюзовым гитаристом Майклом Паркером она создала дуэт «Jungr and Parker». Они выступали на международном уровне и на британском телевидении, вели цикл BBC Radio 2 «We Stayed in with…Jungr and Parker», специальные выпуски которого были записаны на Эдинбургском фестивале и спродюсированы Соней Белдом. Гастролировали с Алексеем Сейлом и Арнольдом Брауном, с которыми получили премию Perrier Award в Эдинбурге в 1987 году в театре Gilded Balloon, а также гастролировали по стране и за рубежом с Джулианом Клэри. В 1991 году Юнгр и Паркер выступили на фестивале европейской музыки в Судане, а в 1999 году были приглашены записываться для Linn Records.
В 2002—2003 годах гастролировала с концертами в Нью-Йорке, а в 2004 году записала альбом «Love Me Tender», а затем альбом «Walking in the Sun» (2006) с участием гитариста Эрика Бибба. В 2007 году Юнгр сотрудничала с композитором Марком Энтони Тернажом, выступив с Лондонской симфониеттой в заказной пьесе About Water в Queen Elizabeth Hall в честь повторного открытия Фестивального зала. В 2008 году выпустила альбом «Just Like a Woman — Hymn to Nina» с репертуаром Нины Симоне. В 2010 году выпустила альбом «Man in the Long Black Coat: Barb Jungr Sings Bob Dylan». В 2012 году она создала песенный цикл в Core Theatre в Корби под названием «Deep Roots Tall Trees». В 2014 году выпустила альбом «Hard Rain: the songs of Bob Dylan and Leonard Cohen» и провела турне по Великобритании.
Барб преподавала молодым осуждённым вокал для съёмок фильма Брайана Хилла «Фелтхэм поёт», получившего премию Bafta.Она создала курс по постановке голоса в Лондонском столичном университете и несколько лет руководила хором Raise the Roof Horseman (который сама и основала).
Среди совместных работ с композитором Джонатаном Купером написала цикл песен «Moon Behind the Clouds», шоу-кабаре «Girl Talk» с Мари Уилсон и Клэр Мартин, а также трио Durga Rising. В 2015 году певица сотрудничала с Джоном Макданелом. Она записывала песни и гастролировала по странам Европы и Северной Америки вместе с пианистом Лоуренсом Хобгудом, с которым записала альбом Shelter from the Storm (2016), включающий три оригинальные композиции наряду с песнями Боба Дилана, Леонарда Коэна, Джони Митчелл, Роджерса и Хаммерстайна, Дэвида Боуи, Стивена Сондхайма, Брюса Спрингстина и Питера Гэбриэла.
В начале 2016 года Барб была приглашенным музыкантом в цикле сборников песен Джеймса Гэвина в Линкольн-центре, посвященный Пегги Ли. В следующем году Юнгр написала небольшое вступление для журнала Playerist Poetry Magazine для тематического выпуска, посвященного музыке.
Юнгр работала с режиссёром Робиной Роуз, сыграла в фильме «Ночная смена». Для театральной компании Snarling Beastie написала музыку к спектаклям «Женщина, которая готовила мужу», «Матильда-лгунья». Представляла, писала и вела множество программ для BBC Radio 2, BBC Radio 3, BBC Radio 4.

## Личная жизнь
С 1981 по 1991 год она была замужем за Ричардом «Дэном» Боулингом, музыкантом и писателем (сыном художника Фрэнка Боулинга и писательницы Пэдди Китчен).

## Дискография

### Как солистка
- Bouquet of Barbs (Magnet, 1985)
- Wicked (Durium, 1987)
- Off the Peg (Utility, 1989)
- Over the Bridge (Leaping Lizards, 1990)
- Hell Bent Heaven Bound (Harbourtown, 1993)
- Duruga Rising with Kuljit Bhamra and Russell Churney (KEDA, 1996)
- Bare (Irregular, 1999)
- Chanson: The Space In Between (Linn, 2000)
- Every Grain of Sand: Barb Jungr Sings Bob Dylan (Linn, 2002)
- Waterloo Sunset (Linn, 2003)
- Love Me Tender (Linn, 2005)
- Girl Talk with Claire Martin and Mari Wilson (Linn, 2005)
- Just Like a Woman (Linn, 2008)
- The Men I Love (Naim, 2009)
- Man in the Long Black Coat: Barb Jungr Sings Bob Dylan (Linn, 2011)
- Stockport to Memphis (Naim, 2012)
- Hard Rain (Kristalyn, 2014)
- Walking in the Sun (Linn, 2006)
- Those Days (Stockfisch, 2015)
- Shelter from the Storm (Linn, 2016)
- Come Together (Kristalyn, 2016)
- Float Like a Butterfly (Kristalyn, 2018)
- Bob, Brel, and Me (Kristalyn, 2019)
- In My Troubled Days — совместный сингл с The Fourth Choir (Kristalyn, 2020)
- Dancing In The Dark — совместный сингл с Simon Wallace (Kristalyn, 2020)
- Barb Jungr sings Leonard Cohen — Live at The Crazy Coqs (Kristalyn, 2022)
- My Marquee (Marquee Records, 2023)

### Как приглашенный исполнитель
Вместе с Майклом Паркером
- Wicked (1986)
- Blue Devils (1987)
- Night and Day (1988)
- Off the Peg (1988)
- Over the Bridge (1990)
- Canada (1992)